# Loturi pentru Cupa Africii pe Națiuni 2012
Această listă prezintă loturile confirmate pentru Cupa Africii pe Națiuni 2012, turneu ce s-a desfășurat în Gabon și Guineea Ecuatorială între 21 ianuarie și 12 februarie 2012.  Fiecare selecționată trebuia să anunțe lotul final de 23 de fotbaliști până la 12 ianuarie 2012. Echipele poteau înlocui jucători în cazul accidentărilor serioase, până cel târziu cu 24 de ore înainte de ora primului meci.
Dacă o asociație nu prezintă lista cu membrii lotului, până la 12 ianuarie, ar fi fost amendată cu 10.000 de dolari americani. Dacă se primește lista cu jucători după 14 ianuarie atunci vor fi acceptați pentru turneu numai 21 de fotbaliști.

## Grupa A
Sursa:

### Guineea Ecuatorială
Selecționer:  Gílson Paulo
| Nr. | Poz. | Jucător            | Data nașterii (vârsta) | Selecții | Club                 |
| --- | ---- | ------------------ | ---------------------- | -------- | -------------------- |
| 1   |      | Danilo             | 5 martie 1982          |          | América-PE           |
| 2   |      | Dani Evuy          | 11 martie 1985         |          | Villaviciosa de Odón |
| 3   |      | Kily               | 5 februarie 1984       |          | Langreo              |
| 4   |      | Rui                | 28 mai 1985            |          | Logroñés             |
| 5   |      | Fousseny Kamissoko | 5 aprilie 1983         |          | Al-Suwaiq            |
| 6   |      | Juvenal (c)        | 3 aprilie 1979         |          | Sabadell             |
| 7   |      | Rolan de la Cruz   | 3 octombrie 1984       |          | Fortaleza            |
| 8   |      | Randy              | 2 iunie 1987           |          | Las Palmas           |
| 9   |      | Rodolfo Bodipo     | 25 octombrie 1977      |          | Deportivo La Coruña  |
| 10  |      | Iván Bolado        | 3 iulie 1989           |          | Cartagena            |
| 11  |      | Javier Balboa      | 13 mai 1985            |          | Beira-Mar            |
| 12  |      | Thierry Fidjeu     | 13 octombrie 1982      |          | Liber de contract    |
| 13  |      | Jean-Maxime Ndongo | 8 noiembrie 1992       |          | Deportivo Mongomo    |
| 14  |      | Ben Konaté         | 27 decembrie 1986      |          | The Panthers         |
| 15  |      | Lawrence Doe       | 23 mai 1978            |          | Al-Shabab            |
| 16  |      | Sipo               | 21 aprilie 1988        |          | Badajoz              |
| 17  |      | Narcisse Ekanga    | 30 iulie 1981          |          | TP Mazembe           |
| 18  |      | Viera Ellong       | 14 iunie 1987          |          | Sony de Elá Nguema   |
| 19  |      | Raúl Fabiani       | 23 februarie 1984      |          | Alcoyano             |
| 20  |      | Daniel Ekedo       | 19 septembrie 1989     |          | San Roque de Lepe    |
| 21  |      | Achille Pensy      | 5 ianuarie 1987        |          | The Panthers         |
| 22  |      | Felipe Ovono       | 26 iulie 1993          |          | Sony de Elá Nguema   |
| 23  |      | Colin              | 31 decembrie 1987      |          | Deportivo Mongomo    |

### Libia
Selecționer:  Marcos Paqueta
| Nr. | Poz. | Jucător              | Data nașterii (vârsta) | Selecții | Club               |
| --- | ---- | -------------------- | ---------------------- | -------- | ------------------ |
| 1   |      | Samir Aboud (c)      | 29 septembrie 1972     |          | Al-Ittihad Tripoli |
| 2   |      | Rabea Al-Laafi       | 1 decembrie 1990       |          | Club Africain      |
| 3   |      | Abdulaziz Belraysh   | 12 iulie 1990          |          | Al-Ittihad Tripoli |
| 4   |      | Ahmed Al-Alwani      | 19 august 1981         |          | Al-Madina          |
| 5   |      | Younes Al-Shibani    | 27 iunie 1981          |          | OC Khouribga       |
| 6   |      | Mohamed Esnani       | 13 mai 1984            |          | US Monastir        |
| 7   |      | Osama Chtiba         | 27 septembrie 1988     |          | Nejmeh SC          |
| 8   |      | Abdallah Sharif      | 30 martie 1985         |          | Al-Madina          |
| 9   |      | Mohamed Al Ghanodi   | 22 noiembrie 1992      |          | Al-Ahly Tripoli    |
| 10  |      | Ahmed Saad Osman     | 7 august 1979          |          | Club Africain      |
| 11  |      | Muhammad Al-Maghrabi | 19 aprilie 1985        |          | OC Khouribga       |
| 12  |      | Guma Mousa           | 1 decembrie 1978       |          | Al-Ahly Tripoli    |
| 13  |      | Mohamed El Monir     | 8 aprilie 1992         |          | FK Jagodina        |
| 14  |      | Ali Salama           | 18 septembrie 1987     |          | Olympique Béja     |
| 15  |      | Marwan Mabrouk       | 15 decembrie 1989      |          | Al-Ittihad Tripoli |
| 16  |      | Abubakr Al-Abaidy    | 27 octombrie 1981      |          | Al-Nasr Benghazi   |
| 17  |      | Walid El-Khatrouchi  | 6 noiembrie 1985       |          | Al-Ittihad Tripoli |
| 18  |      | Faisal Al Badri      | 4 iunie 1990           |          | Al-Ahly Benghazi   |
| 19  |      | Ahmed Zuway          | 28 decembrie 1982      |          | CA Bizertin        |
| 20  |      | Ihaab Boussefi       | 23 iunie 1985          |          | Al-Ittihad Tripoli |
| 21  |      | Moataz Ben Amer      | 2 februarie 1981       |          | Al-Ahly Benghazi   |
| 22  |      | Muhammad Nashnoush   | 15 iunie 1988          |          | Al-Ittihad Tripoli |
| 23  |      | Djamal Mahamat       | 26 aprilie 1983        |          | Braga              |

### Senegal
Selecționer: Amara Traoré
| Nr. | Poz. | Jucător              | Data nașterii (vârsta) | Selecții | Club                |
| --- | ---- | -------------------- | ---------------------- | -------- | ------------------- |
| 1   |      | Bouna Coundoul       | 4 martie 1982          | 8        | Liber de contract   |
| 2   |      | Rémi Gomis           | 14 februarie 1984      | 12       | Valenciennes        |
| 3   |      | Ludovic Sané         | 22 martie 1987         | 6        | Bordeaux            |
| 4   |      | Pape Diakhaté        | 21 iunie 1984          | 36       | Granada             |
| 5   |      | Souleymane Diawara   | 24 decembrie 1978      | 44       | Marseille           |
| 6   |      | Kader Mangane        | 23 martie 1983         | 18       | Rennes              |
| 7   |      | Moussa Sow           | 19 ianuarie 1986       | 12       | Lille               |
| 8   |      | Mamadou Niang (c)    | 13 octombrie 1979      | 51       | Al-Sadd             |
| 9   |      | Souleymane Camara    | 22 decembrie 1982      | 30       | Montpellier         |
| 10  |      | Issiar Dia           | 8 iunie 1987           | 14       | Fenerbahçe          |
| 11  |      | Dame N'Doye          | 21 februarie 1985      | 5        | Copenhagen          |
| 12  |      | Moustapha Bayal Sall | 30 noiembrie 1985      | 26       | Saint-Étienne       |
| 13  |      | Jacques Faty         | 25 februarie 1984      | 9        | Sivasspor           |
| 14  |      | Deme N'Diaye         | 6 februarie 1985       | 11       | Arles-Avignon       |
| 15  |      | Papiss Cissé         | 3 iunie 1985           | 13       | Newcastle United    |
| 16  |      | Khadim N'Diaye       | 30 noiembrie 1984      | 8        | ASC Linguère        |
| 17  |      | Omar Daf             | 12 februarie 1977      | 51       | Brest               |
| 18  |      | Guirane N'Daw        | 24 aprilie 1984        | 40       | Birmingham City     |
| 19  |      | Demba Ba             | 25 mai 1985            | 11       | Newcastle United    |
| 20  |      | Armand Traoré        | 8 octombrie 1989       | 2        | Queens Park Rangers |
| 21  |      | Mohamed Diamé        | 14 iunie 1987          | 5        | Wigan Athletic      |
| 22  |      | Cheikh M'Bengue      | 23 iulie 1988          | 2        | Toulouse            |
| 23  |      | Pape Latyr N'Diaye   | 4 aprilie 1985         | 1        | US Ouakam           |

### Zambia
Selecționer:  Hervé Renard
| Nr. | Poz. | Jucător                 | Data nașterii (vârsta) | Selecții | Club                |
| --- | ---- | ----------------------- | ---------------------- | -------- | ------------------- |
| 1   |      | Kalililo Kakonje        | 1 ianuarie 1985        | 19       | TP Mazembe          |
| 2   |      | Francis Kasonde         | 1 septembrie 1986      | 30       | TP Mazembe          |
| 3   |      | Chisamba Lungu          | 31 ianuarie 1991       | 4        | Ural Sverdlovsk     |
| 4   |      | Joseph Musonda          | 30 mai 1977            | 87       | Golden Arrows       |
| 5   |      | Hijani Himoonde         | 15 iunie 1985          | 21       | TP Mazembe          |
| 6   |      | Davies Nkausu           | 1 ianuarie 1986        | 3        | Supersport United   |
| 7   |      | Clifford Mulenga        | 5 august 1987          | 22       | Bloemfontein Celtic |
| 8   |      | Isaac Chansa            | 23 martie 1984         | 40       | Orlando Pirates     |
| 9   |      | Collins Mbesuma         | 3 februarie 1984       | 37       | Golden Arrows       |
| 10  |      | Felix Katongo           | 18 aprilie 1984        | 47       | Green Buffaloes     |
| 11  |      | Christopher Katongo (c) | 31 august 1982         | 66       | Henan Construction  |
| 12  |      | James Chamanga          | 2 februarie 1980       | 45       | Dalian Shide        |
| 13  |      | Stophira Sunzu          | 22 iunie 1989          | 24       | TP Mazembe          |
| 14  |      | Noah Chivuta            | 25 decembrie 1983      | 23       | Free State Stars    |
| 15  |      | Chintu Kampamba         | 28 decembrie 1980      | 30       | Bidvest Wits        |
| 16  |      | Kennedy Mweene          | 11 decembrie 1984      | 62       | Free State Stars    |
| 17  |      | Rainford Kalaba         | 14 august 1986         | 55       | TP Mazembe          |
| 18  |      | Evans Kangwa            | 21 iunie 1994          | 2        | Nkana               |
| 19  |      | Nathan Sinkala          | 23 aprilie 1991        | 3        | Green Buffaloes     |
| 20  |      | Emmanuel Mayuka         | 21 noiembrie 1990      | 26       | Young Boys          |
| 21  |      | Jonas Sakuwaha          | 22 iulie 1983          | 13       | Al-Merreikh         |
| 22  |      | Joshua Titima           | 20 octombrie 1992      | 0        | Power Dynamos       |
| 23  |      | Nyambe Mulenga          | 27 august 1987         | 27       | Zesco United        |

## Grupa B
Sursa:

### Angola
Selecționer: Lito Vidigal
| Nr. | Poz. | Jucător           | Data nașterii (vârsta) | Selecții | Club              |
| --- | ---- | ----------------- | ---------------------- | -------- | ----------------- |
| 1   |      | Wilson            | 22 iulie 1984          |          | 1º de Agosto      |
| 2   |      | Marco Airosa      | 6 august 1984          |          | AEL Limassol      |
| 3   |      | Osório            | 24 iulie 1981          |          | Caála             |
| 4   |      | Dani Massunguna   | 1 mai 1986             |          | 1º de Agosto      |
| 5   |      | Kali              | 11 octombrie 1978      |          | 1º de Agosto      |
| 6   |      | Dédé              | 4 iulie 1981           |          | AEL Limassol      |
| 7   |      | Djalma            | 30 mai 1987            |          | Porto             |
| 8   |      | André Macanga (c) | 14 mai 1978            |          | Al-Jahra          |
| 9   |      | Manucho           | 7 martie 1983          |          | Real Valladolid   |
| 10  |      | Zuela             | 3 august 1983          |          | Atromitos         |
| 11  |      | Gilberto          | 21 septembrie 1982     |          | Lierse            |
| 12  |      | Jaime             | 21 mai 1982            |          | Progresso         |
| 13  |      | Carlos            | 8 decembrie 1979       |          | Liber de contract |
| 14  |      | Amaro             | 12 noiembrie 1986      |          | 1º de Agosto      |
| 15  |      | Miguel            | 17 septembrie 1991     |          | Petro Atlético    |
| 16  |      | Flávio            | 30 decembrie 1979      |          | Lierse            |
| 17  |      | Mateus            | 19 iunie 1984          |          | Nacional          |
| 18  |      | Love              | 14 martie 1979         |          | Petro Atlético    |
| 19  |      | Nando Rafael      | 10 ianuarie 1984       |          | Augsburg          |
| 20  |      | Manucho Barros    | 19 aprilie 1986        |          | InterClube        |
| 21  |      | Francisco Zalata  | 15 iunie 1987          |          | 1º de Agosto      |
| 22  |      | Hugo              | 15 ianuarie 1986       |          | Kabuscorp         |
| 23  |      | José Vunguidica   | 3 ianuarie 1990        |          | Preußen Münster   |

### Burkina Faso
Selecționer:  Paulo Duarte
| Nr. | Poz. | Jucător               | Data nașterii (vârsta) | Selecții | Club               |
| --- | ---- | --------------------- | ---------------------- | -------- | ------------------ |
| 1   |      | Daouda Diakité        | 30 martie 1983         |          | Turnhout           |
| 2   |      | Ibrahim Gnanou        | 8 noiembrie 1986       |          | Alania Vladikavkaz |
| 3   |      | Djakaridja Koné       | 22 iulie 1986          |          | Dinamo București   |
| 4   |      | Mamadou Tall          | 4 decembrie 1982       |          | Persepolis         |
| 5   |      | Mohamed Koffi         | 30 decembrie 1986      |          | PetroJet           |
| 6   |      | Bakary Koné           | 27 aprilie 1988        |          | Lyon               |
| 7   |      | Florent Rouamba       | 31 decembrie 1986      |          | Sheriff Tiraspol   |
| 8   |      | Mahamoudou Kéré       | 2 ianuarie 1982        |          | Konyaspor          |
| 9   |      | Moumouni Dagano (c)   | 1 ianuarie 1981        |          | Al-Khor            |
| 10  |      | Alain Traoré          | 31 decembrie 1988      |          | Auxerre            |
| 11  |      | Jonathan Pitroipa     | 12 aprilie 1986        |          | Rennes             |
| 12  |      | Prejuce Nakoulma      | 21 aprilie 1987        |          | Górnik Zabrze      |
| 13  |      | Aristide Bancé        | 19 septembrie 1984     |          | Samsunspor         |
| 14  |      | Benjamin Balima       | 20 martie 1985         |          | Sheriff Tiraspol   |
| 15  |      | Narcisse Yaméogo      | 19 noiembrie 1980      |          | Camacha            |
| 16  |      | Adama Sawadogo        | 20 ianuarie 1990       |          | Missile            |
| 17  |      | Paul Koulibaly        | 24 martie 1986         |          | Olympic Charleroi  |
| 18  |      | Charles Kaboré        | 9 februarie 1988       |          | Marseille          |
| 19  |      | Bertrand Traoré       | 6 septembrie 1995      |          | Liber de contract  |
| 20  |      | Issiaka Ouédraogo     | 19 august 1988         |          | Admira             |
| 21  |      | Abdou Razack Traoré   | 28 decembrie 1988      |          | Lechia Gdansk      |
| 22  |      | Saïdou Panandétiguiri | 22 martie 1984         |          | Valletta           |
| 23  |      | Germain Sanou         | 26 mai 1992            |          | Saint-Étienne      |

### Coasta de Fildeș
Selecționer: François Zahoui
| Nr. | Poz. | Jucător            | Data nașterii (vârsta) | Selecții | Club                |
| --- | ---- | ------------------ | ---------------------- | -------- | ------------------- |
| 1   |      | Boubacar Barry     | 30 decembrie 1979      | 57       | Lokeren             |
| 2   |      | Benjamin Angoua    | 28 noiembrie 1986      | 12       | Valenciennes        |
| 3   |      | Arthur Boka        | 2 aprilie 1983         | 64       | Stuttgart           |
| 4   |      | Kolo Touré         | 19 martie 1981         | 90       | Manchester City     |
| 5   |      | Didier Zokora      | 14 decembrie 1980      | 98       | Trabzonspor         |
| 6   |      | Jean-Jacques Gosso | 15 martie 1983         | 12       | Orduspor            |
| 7   |      | Seydou Doumbia     | 31 decembrie 1987      | 16       | CSKA Moscow         |
| 8   |      | Salomon Kalou      | 5 august 1985          | 40       | Chelsea             |
| 9   |      | Cheick Tioté       | 21 iunie 1986          | 24       | Newcastle United    |
| 10  |      | Gervinho           | 27 mai 1987            | 32       | Arsenal             |
| 11  |      | Didier Drogba (c)  | 11 martie 1978         | 78       | Chelsea             |
| 12  |      | Wilfried Bony      | 10 decembrie 1988      | 8        | Vitesse Arnhem      |
| 13  |      | Didier Ya Konan    | 25 februarie 1984      | 10       | Hannover 96         |
| 14  |      | Kafoumba Coulibaly | 26 octombrie 1985      | 8        | Nice                |
| 15  |      | Max Gradel         | 30 noiembrie 1987      | 6        | Saint-Étienne       |
| 16  |      | Daniel Yeboah      | 13 noiembrie 1984      | 9        | Dijon               |
| 17  |      | Siaka Tiéné        | 22 februarie 1982      | 71       | Paris Saint-Germain |
| 18  |      | Abdul Kader Keïta  | 6 august 1981          | 64       | Al-Sadd             |
| 19  |      | Yaya Touré         | 13 mai 1983            | 62       | Manchester City     |
| 20  |      | Igor Lolo          | 22 iulie 1982          | 13       | Kuban Krasnodar     |
| 21  |      | Emmanuel Eboué     | 4 iunie 1983           | 67       | Galatasaray         |
| 22  |      | Sol Bamba          | 13 ianuarie 1985       | 21       | Leicester City      |
| 23  |      | Gérard Gnanhouan   | 12 februarie 1979      | 9        | Avranches           |

### Sudan
Selecționer: Mohamed Abdalla
| Nr. | Poz. | Jucător                | Data nașterii (vârsta) | Selecții | Club        |
| --- | ---- | ---------------------- | ---------------------- | -------- | ----------- |
| 1   |      | Mohamed Rihan          | 1 ianuarie 1979        |          | Al-Hilal    |
| 2   |      | Mohammed Eldin         | 19 martie 1985         |          | Al-Hasahesa |
| 3   |      | Mowaia Bashir          | 17 aprilie 1986        |          | Al-Ittihad  |
| 4   |      | Najem Abdullah         | 17 noiembrie 1987      |          | Al-Merreikh |
| 5   |      | Ala'a Yousif           | 3 ianuarie 1982        |          | Al-Hilal    |
| 6   |      | Mosaab Omer            | 4 iunie 1984           |          | Al-Merreikh |
| 7   |      | Ramadan Agab           | 20 februarie 1986      |          | Al-Mourada  |
| 8   |      | Haitham Mustafa (c)    | 19 iulie 1977          |          | Al-Hilal    |
| 9   |      | Saif Musawi            | 30 noiembrie 1979      |          | Al-Hilal    |
| 10  |      | Muhannad Tahir         | 3 decembrie 1984       |          | Al-Hilal    |
| 11  |      | Faisal Agab            | 24 august 1978         |          | Al-Merreikh |
| 12  |      | Bader Galag            | 4 octombrie 1981       |          | Al-Merreikh |
| 13  |      | Amer Kamal             | 13 septembrie 1987     |          | Al-Merreikh |
| 14  |      | Balla Jabir Kortokaila | 12 septembrie 1985     |          | Al-Merreikh |
| 15  |      | Ahmed Al-Basha         | 2 ianuarie 1982        |          | Al-Merreikh |
| 16  |      | El Muez Mahgoub        | 14 august 1978         |          | Al-Hilal    |
| 17  |      | Mudathir El-Tahir      | 23 iulie 1988          |          | Al-Hilal    |
| 18  |      | Khalifa Ahmed          | 23 noiembrie 1983      |          | Al-Hilal    |
| 19  |      | Mohamed Bashir         | 23 mai 1987            |          | Al-Hilal    |
| 20  |      | Mohammed Musa          | 7 august 1990          |          | Al-Nsoor    |
| 21  |      | Akram Salim            | 27 februarie 1987      |          | Al-Merreikh |
| 22  |      | Abdelrahman Karongo    | 28 noiembrie 1978      |          | Al-Merreikh |
| 23  |      | Hamid Nizar            | 3 octombrie 1988       |          | Al-Hilal    |

## Grupa C
Sursa:

### Gabon
Selecționer:  Gernot Rohr
| Nr. | Poz. | Jucător                   | Data nașterii (vârsta) | Selecții | Club           |
| --- | ---- | ------------------------- | ---------------------- | -------- | -------------- |
| 1   |      | Didier Ovono (c)          | 23 ianuarie 1983       |          | Le Mans        |
| 2   |      | Georges Ambourouet        | 1 mai 1986             |          | Missile        |
| 3   |      | Edmond Mouele             | 18 februarie 1982      |          | Mangasport     |
| 4   |      | Rémy Ebanega              | 17 noiembrie 1989      |          | Bitam          |
| 5   |      | Bruno Ecuele Manga        | 16 iulie 1988          |          | Lorient        |
| 6   |      | Cédric Boussoughou        | 20 iulie 1991          |          | Mangasport     |
| 7   |      | Stéphane N'Guéma          | 20 noiembrie 1984      |          | Bitam          |
| 8   |      | Lloyd Palun               | 28 noiembrie 1988      |          | Nice           |
| 9   |      | Pierre-Emerick Aubameyang | 18 iunie 1989          |          | Saint-Étienne  |
| 10  |      | Daniel Cousin             | 7 februarie 1977       |          | Sapins         |
| 11  |      | Eric Mouloungui           | 14 martie 1983         |          | Laval          |
| 12  |      | Henri Junior Ndong        | 23 august 1992         |          | Bitam          |
| 13  |      | Bruno Zita Mbanangoyé     | 15 iulie 1980          |          | Dinamo Minsk   |
| 14  |      | Lévy Madinda              | 22 iunie 1992          |          | Celta Vigo B   |
| 15  |      | André Biyogo Poko         | 7 martie 1993          |          | Bordeaux       |
| 16  |      | Yanne Bidonga             | 20 martie 1979         |          | Mangasport     |
| 17  |      | Moïse Brou Apanga         | 4 februarie 1982       |          | Brest          |
| 18  |      | Cédric Moubamba           | 14 octombrie 1979      |          | Bitam          |
| 19  |      | Rodrigue Moundounga       | 28 august 1982         |          | Olympique Béja |
| 20  |      | Fabrice Do Marcolino      | 1 aprilie 1984         |          | Nice           |
| 21  |      | Roguy Méyé                | 7 octombrie 1986       |          | Zalaegerszeg   |
| 22  |      | Charly Moussono           | 15 noiembrie 1984      |          | Missile        |
| 23  |      | Yves Bitséki Moto         | 23 aprilie 1983        |          | Bitam          |

### Morocco
Selecționer:  Eric Gerets
| Nr. | Poz. | Jucător                 | Data nașterii (vârsta) | Selecții | Club                |
| --- | ---- | ----------------------- | ---------------------- | -------- | ------------------- |
| 1   |      | Nadir Lamyaghri         | 13 februarie 1976      | 38       | Wydad Casablanca    |
| 2   |      | Michaël Chrétien Basser | 10 iulie 1984          | 30       | Bursaspor           |
| 3   |      | Badr El Kaddouri        | 31 ianuarie 1981       | 42       | Celtic              |
| 4   |      | Ahmed Kantari           | 28 iunie 1985          | 4        | Brest               |
| 5   |      | Mehdi Benatia           | 17 aprilie 1987        | 14       | Udinese             |
| 6   |      | Adil Hermach            | 27 iunie 1986          | 9        | Al-Hilal            |
| 7   |      | Adel Taarabt            | 24 mai 1989            | 12       | Queens Park Rangers |
| 8   |      | Karim El Ahmadi         | 27 ianuarie 1985       | 10       | Feyenoord           |
| 9   |      | Youssef El-Arabi        | 3 februarie 1987       | 7        | Al-Hilal            |
| 10  |      | Younès Belhanda         | 25 februarie 1990      | 8        | Montpellier         |
| 11  |      | Oussama Assaidi         | 15 august 1988         | 6        | Heerenveen          |
| 12  |      | Mohamed Amsif           | 7 februarie 1989       | 1        | Augsburg            |
| 13  |      | Houssine Kharja (c)     | 9 noiembrie 1982       | 66       | Fiorentina          |
| 14  |      | Mbark Boussoufa         | 15 august 1984         | 26       | Anzhi Makhachkala   |
| 15  |      | Abdelhamid El Kaoutari  | 17 martie 1990         | 5        | Montpellier         |
| 16  |      | Jamal Alioui            | 2 iunie 1982           | 14       | Al-Kharitiyath      |
| 17  |      | Marouane Chamakh        | 10 ianuarie 1984       | 59       | Arsenal             |
| 18  |      | Abdelfettah Boukhriss   | 22 octombrie 1986      | 2        | FUS Rabat           |
| 19  |      | Mehdi Carcela-Gonzalez  | 1 iulie 1989           | 3        | Anzhi Makhachkala   |
| 20  |      | Youssouf Hadji          | 25 februarie 1980      | 63       | Rennes              |
| 21  |      | Nordin Amrabat          | 31 martie 1987         | 2        | Kayserispor         |
| 22  |      | Issam Badda             | 10 mai 1983            | 0        | FUS Rabat           |
| 23  |      | Mustapha Mrani          | 2 martie 1978          | 1        | MAS Fès             |

### Niger
Selecționer: Harouna Gadbe
| Nr. | Poz. | Jucător                 | Data nașterii (vârsta) | Selecții | Club                |
| --- | ---- | ----------------------- | ---------------------- | -------- | ------------------- |
| 1   |      | Saminou Rabo            | 23 august 1981         |          | Sahel               |
| 2   |      | Ouwo Moussa Maazou      | 25 august 1988         |          | Zulte Waregem       |
| 3   |      | Abdoul Karim Lancina    | 20 mai 1987            |          | Cotonsport Garoua   |
| 4   |      | Amadou Kader            | 5 aprilie 1989         |          | Olympic             |
| 5   |      | Jimmy Bulus             | 22 octombrie 1986      |          | NA Hussein Dey      |
| 6   |      | Idrissa Laouali         | 9 noiembrie 1983       |          | ASFAN               |
| 7   |      | Idrissa Seydou          | 24 decembrie 1988      |          | Cotonsport Garoua   |
| 8   |      | Olivier Bonnes          | 7 februarie 1990       |          | Lille               |
| 9   |      | Daouda Kamilou          | 29 decembrie 1987      |          | CS Sfaxien          |
| 10  |      | Talatou Boubacar        | 3 decembrie 1987       |          | Orlando Pirates     |
| 11  |      | Issoufou Alhassane      | 1 ianuarie 1981        |          | Raja Casablanca     |
| 12  |      | Djibril Moussa Souna    | 7 mai 1992             |          | AS GNN              |
| 13  |      | Mohamed Chicoto         | 28 februarie 1989      |          | Platinum Stars      |
| 14  |      | Issoufou Boubacar Garba | 2 februarie 1990       |          | Phuket              |
| 15  |      | Sulliman Johan Mazadou  | 11 aprilie 1985        |          | Marignane           |
| 16  |      | Kassaly Daouda          | 19 august 1983         |          | Cotonsport Garoua   |
| 17  |      | William N'Gounou        | 31 iulie 1983          |          | IF Limhamn Bunkeflo |
| 18  |      | Kofi Dankwa             | 19 septembrie 1989     |          | ES Zarzis           |
| 19  |      | Issiaka Koudize         | 18 octombrie 1990      |          | AS GNN              |
| 20  |      | Amadou Moutari          | 19 ianuarie 1994       |          | Akokana             |
| 21  |      | Yacouba Seydou Ali      | 6 aprilie 1992         |          | Africa Sports       |
| 22  |      | Losseny Doumbia         | 5 aprilie 1992         |          | DC Motema Pembé     |
| 23  |      | Mohamed Soumaïla        | 30 octombrie 1994      |          | Olympic             |

### Tunisia
Selecționer: Sami Trabelsi
| Nr. | Poz. | Jucător           | Data nașterii (vârsta) | Selecții | Club            |
| --- | ---- | ----------------- | ---------------------- | -------- | --------------- |
| 1   |      | Moez Ben Chrifia  | 24 iunie 1991          | 0        | Espérance       |
| 2   |      | Bilel Ifa         | 9 martie 1990          | 7        | Club Africain   |
| 3   |      | Karim Haggui (c)  | 20 ianuarie 1984       | 70       | Hannover 96     |
| 4   |      | Adel Chedli       | 16 septembrie 1976     | 55       | Étoile du Sahel |
| 5   |      | Ammar Jemal       | 20 aprilie 1987        | 18       | Köln            |
| 6   |      | Hocine Ragued     | 11 februarie 1983      | 30       | Karabükspor     |
| 7   |      | Youssef Msakni    | 28 octombrie 1990      | 6        | Espérance       |
| 8   |      | Khaled Korbi      | 16 decembrie 1985      | 21       | Espérance       |
| 9   |      | Yassine Chikhaoui | 22 septembrie 1986     | 21       | Zürich          |
| 10  |      | Oussama Darragi   | 3 aprilie 1987         | 23       | Espérance       |
| 11  |      | Sami Allagui      | 28 mai 1986            | 14       | Mainz           |
| 12  |      | Khalil Chemmam    | 24 iulie 1987          | 8        | Espérance       |
| 13  |      | Wissem Ben Yahia  | 9 septembrie 1984      | 21       | Mersin İY       |
| 14  |      | Mejdi Traoui      | 13 decembrie 1983      | 22       | Espérance       |
| 15  |      | Zouheir Dhaouadi  | 1 ianuarie 1988        | 18       | Club Africain   |
| 16  |      | Aymen Mathlouthi  | 14 septembrie 1984     | 27       | Étoile du Sahel |
| 17  |      | Issam Jemâa       | 28 ianuarie 1984       | 57       | Auxerre         |
| 18  |      | Anis Boussaïdi    | 10 aprilie 1981        | 19       | Rostov          |
| 19  |      | Saber Khelifa     | 14 octombrie 1986      | 3        | Evian           |
| 20  |      | Aymen Abdennour   | 6 august 1989          | 9        | Toulouse        |
| 21  |      | Jamel Saihi       | 27 ianuarie 1987       | 5        | Montpellier     |
| 22  |      | Rami Jridi        | 15 septembrie 1984     | 3        | Stade Tunisien  |
| 23  |      | Amine Chermiti    | 26 decembrie 1987      | 26       | Zürich          |

## Grupa D
Sursa:

### Botswana
Selecționer: Stanley Tshosane
| Nr. | Poz. | Jucător                 | Data nașterii (vârsta) | Selecții | Club                   |
| --- | ---- | ----------------------- | ---------------------- | -------- | ---------------------- |
| 1   |      | Noah Maposa             | 3 iunie 1985           |          | Gaborone United        |
| 2   |      | Ndiapo Letsholathebe    | 25 februarie 1983      |          | Police                 |
| 3   |      | Mosimanegape Ramohibidu | 15 iunie 1985          |          | BMC                    |
| 4   |      | Mmusa Ohilwe            | 17 aprilie 1986        |          | Gaborone United        |
| 5   |      | Mompati Thuma (c)       | 5 aprilie 1980         |          | Botswana Defence Force |
| 6   |      | Ofentse Nato            | 1 octombrie 1989       |          | Gaborone United        |
| 7   |      | Pontsho Moloi           | 28 noiembrie 1981      |          | Centre Chiefs          |
| 8   |      | Phenyo Mongala          | 10 iunie 1985          |          | Bloemfontein Celtic    |
| 9   |      | Jerome Ramatlhakwane    | 29 octombrie 1985      |          | Liber de contract      |
| 10  |      | Moemedi Moatlhaping     | 14 iulie 1985          |          | Bay United             |
| 11  |      | Dipsy Selolwane         | 27 ianuarie 1978       |          | SuperSport United      |
| 12  |      | Patrick Motsepe         | 1 iulie 1981           |          | BMC                    |
| 13  |      | Boitumelo Mafoko        | 11 februarie 1982      |          | Santos                 |
| 14  |      | Onalethata Thekiso      | 14 mai 1981            |          | Township Rollers       |
| 15  |      | Monametsi Kelebale      | 15 iulie 1981          |          | Nico United            |
| 16  |      | Modiri Marumo           | 6 iulie 1976           |          | Bay United             |
| 17  |      | Abednico Powell         | 28 ianuarie 1983       |          | Township Rollers       |
| 18  |      | Mogogi Gabonamong       | 10 septembrie 1982     |          | SuperSport United      |
| 19  |      | Mogakolodi Ngele        | 6 octombrie 1990       |          | Township Rollers       |
| 20  |      | Kabelo Dembe            | 10 mai 1990            |          | Township Rollers       |
| 21  |      | Lemponye Tshireletso    | 21 septembrie 1984     |          | BMC                    |
| 22  |      | Tshepo Motlhabankwe     | 17 martie 1980         |          | Centre Chiefs          |
| 23  |      | Othusitse Pilane        | 26 martie 1984         |          | Centre Chiefs          |

### Ghana
Selecționer:  Goran Stevanović
| Nr. | Poz. | Jucător                | Data nașterii (vârsta) | Selecții | Club                  |
| --- | ---- | ---------------------- | ---------------------- | -------- | --------------------- |
| 1   |      | Daniel Adjei           | 10 noiembrie 1989      | 4        | Liberty Professionals |
| 2   |      | Daniel Opare           | 18 octombrie 1990      | 7        | Standard Liège        |
| 3   |      | Asamoah Gyan           | 22 noiembrie 1985      | 54       | Al-Ain                |
| 4   |      | John Paintsil          | 15 iunie 1981          | 76       | Leicester City        |
| 5   |      | John Mensah (c)        | 29 noiembrie 1982      | 75       | Lyon                  |
| 6   |      | Anthony Annan          | 21 iulie 1986          | 49       | Vitesse               |
| 7   |      | Samuel Inkoom          | 1 iunie 1989           | 29       | Dnipro Dnipropetrovsk |
| 8   |      | Emmanuel Agyemang-Badu | 2 decembrie 1990       | 27       | Udinese               |
| 9   |      | Derek Boateng          | 2 mai 1983             | 30       | Dnipro Dnipropetrovsk |
| 10  |      | André Ayew             | 17 decembrie 1989      | 34       | Marseille             |
| 11  |      | Sulley Muntari         | 27 august 1984         | 67       | Internazionale        |
| 12  |      | Prince Tagoe           | 9 noiembrie 1986       | 32       | Bursaspor             |
| 13  |      | Jordan Ayew            | 11 septembrie 1991     | 3        | Marseille             |
| 14  |      | Masahudu Alhassan      | 1 decembrie 1992       | 1        | Genoa                 |
| 15  |      | Isaac Vorsah           | 21 iunie 1988          | 29       | Hoffenheim            |
| 16  |      | Adam Larsen Kwarasey   | 12 decembrie 1987      | 5        | Strømsgodset          |
| 17  |      | Lee Addy               | 7 iulie 1990           | 23       | Dalian Aerbin         |
| 18  |      | Charles Takyi          | 12 noiembrie 1984      | 1        | St. Pauli             |
| 19  |      | Jonathan Mensah        | 13 iulie 1990          | 14       | Evian                 |
| 20  |      | Kwadwo Asamoah         | 9 decembrie 1988       | 35       | Udinese               |
| 21  |      | John Boye              | 23 aprilie 1987        | 4        | Rennes                |
| 22  |      | Ernest Sowah           | 31 martie 1988         | 0        | Berekum Chelsea       |
| 23  |      | Mohammed Abu           | 14 noiembrie 1991      | 2        | Eintracht Frankfurt   |

Note: Caps and goals may be incomplete for certain players, therefore being inaccurate.

### Guinea
Selecționer:  Michel Dussuyer
| Nr. | Poz. | Jucător            | Data nașterii (vârsta) | Selecții | Club               |
| --- | ---- | ------------------ | ---------------------- | -------- | ------------------ |
| 1   |      | Naby Yattara       | 12 ianuarie 1984       |          | Arles-Avignon      |
| 2   |      | Pascal Feindouno   | 27 februarie 1981      |          | Liber de contract  |
| 3   |      | Ibrahima Bangoura  | 25 iulie 1987          |          | Djoliba            |
| 4   |      | Mamadou Bah        | 25 aprilie 1988        |          | Stuttgart          |
| 5   |      | Bobo Baldé         | 5 octombrie 1975       |          | Arles-Avignon      |
| 6   |      | Kamil Zayatte (c)  | 7 martie 1985          |          | İstanbul BB        |
| 7   |      | Abdoul Camara      | 20 februarie 1990      |          | Sochaux            |
| 8   |      | Ibrahima Traoré    | 21 aprilie 1988        |          | Stuttgart          |
| 9   |      | Sadio Diallo       | 28 decembrie 1990      |          | Bastia             |
| 10  |      | Ismaël Bangoura    | 2 iunie 1985           |          | Al-Nasr            |
| 11  |      | Ibrahima Yattara   | 3 iunie 1980           |          | Al-Shabab          |
| 12  |      | Ibrahima Conte     | 3 aprilie 1991         |          | Gent               |
| 13  |      | Morlaye Cissé      | 19 decembrie 1983      |          | EGS Gafsa          |
| 14  |      | Naby Soumah        | 4 august 1985          |          | CS Sfaxien         |
| 15  |      | Oumar Kalabane     | 8 aprilie 1981         |          | Al-Dhafra          |
| 16  |      | Abdul Aziz Keita   | 16 februarie 1989      |          | AS Kaloum          |
| 17  |      | Thierno Bah        | 5 octombrie 1982       |          | Lausanne-Sport     |
| 18  |      | Ibrahima Diallo    | 26 septembrie 1985     |          | Waasland-Beveren   |
| 19  |      | Alhassane Bangoura | 30 martie 1992         |          | Rayo Vallecano     |
| 20  |      | Habib Baldé        | 8 aprilie 1985         |          | Universitatea Cluj |
| 21  |      | Ousmane Barry      | 27 septembrie 1991     |          | Étoile du Sahel    |
| 22  |      | Aboubacar Camara   | 1 iunie 1993           |          | Alcoyano           |
| 23  |      | Lanfia Camara      | 3 octombrie 1986       |          | White Star Woluwe  |

### Mali
Selecționer:  Alain Giresse
| Nr. | Poz. | Jucător           | Data nașterii (vârsta) | Selecții | Club                 |
| --- | ---- | ----------------- | ---------------------- | -------- | -------------------- |
| 1   |      | Oumar Sissoko     | 13 septembrie 1987     | 10       | Metz                 |
| 2   |      | Abdoulaye Maïga   | 20 decembrie 1988      | 9        | USM Alger            |
| 3   |      | Adama Tamboura    | 18 mai 1985            | 49       | Metz                 |
| 4   |      | Ousmane Berthé    | 5 februarie 1982       | 10       | Jomo Cosmos          |
| 5   |      | Cédric Kanté (c)  | 6 iulie 1979           | 37       | Panathinaikos        |
| 6   |      | Mustapha Yatabaré | 26 ianuarie 1986       | 13       | Guingamp             |
| 7   |      | Abdou Traoré      | 17 ianuarie 1988       | 15       | Bordeaux             |
| 8   |      | Souleymane Keita  | 24 noiembrie 1986      | 4        | Sivasspor            |
| 9   |      | Cheick Diabaté    | 25 aprilie 1988        | 13       | Bordeaux             |
| 10  |      | Modibo Maïga      | 3 septembrie 1987      | 27       | Sochaux              |
| 11  |      | Garra Dembélé     | 21 februarie 1986      | 2        | Freiburg             |
| 12  |      | Seydou Keita      | 16 ianuarie 1980       | 64       | Barcelona            |
| 13  |      | Idrissa Coulibaly | 19 decembrie 1987      | 3        | Espérance            |
| 14  |      | Drissa Diakité    | 18 februarie 1985      | 31       | Nice                 |
| 15  |      | Bakaye Traoré     | 6 martie 1985          | 15       | Nancy                |
| 16  |      | Soumbeïla Diakité | 25 august 1984         | 19       | Stade Malien         |
| 17  |      | Mahamane Traoré   | 31 august 1988         | 20       | Metz                 |
| 18  |      | Samba Sow         | 29 aprilie 1989        | 9        | Lens                 |
| 19  |      | Sidi Koné         | 6 iunie 1992           | 3        | Lyon                 |
| 20  |      | Samba Diakité     | 24 ianuarie 1989       | 0        | Nancy                |
| 21  |      | Mahamadou N'Diaye | 21 iulie 1990          | 1        | Vitória de Guimarães |
| 22  |      | Almamy Sogoba     | 5 iulie 1988           | 0        | Real Bamako          |
| 23  |      | Ousmane Coulibaly | 9 iulie 1989           | 2        | Brest                |